# Women Artists: 1550-1950
Women Artists: 1550-1950 (en français « Femmes artistes : 1550-1950 ») est une exposition artistique consacrée aux femmes artistes, présentée initialement au musée d'Art du comté de Los Angeles du  23 décembre 1976 au 13 mars 1977. L'évènement, d'ampleur internationale, est organisé par les historiennes de l'art Linda Nochlin et Ann Sutherland Harris.

## Genèse de l'exposition
Dans un article pour le New York Times de septembre 1977, Grace Glueck relate que la communauté activiste de femmes artistes de Los Angeles avait demandé au musée de Los Angeles de présenter dans ses collections et expositions une moitié d’œuvres faites par des femmes : le musée avait alors proposé une exposition historique dédiée à une unique artiste femme. Il y avait eu un accord entre les parties sur le nom d'Artemisia Gentileschi. Peu après, lors d'un symposium sur Le Caravage au Musée d'art de Cleveland, la rencontre d'un membre du musée de Los Angeles avec des collègues, dont Ann Sutherland Harris, aboutit à une proposition de cette dernière : que le musée subventionne une recherche historique sur les femmes artistes. La proposition est acceptée et Harris recrute peu après Linda Nochlin. La recherche est effectuée par les deux historiennes de l'art dans des musées, bibliothèques et collections privées, durant cinq ans.
La Française Françoise Collin indique en 1977 que l'idée de l'exposition remonte à 1971, lorsque des femmes avaient fait remarquer l'absence d’œuvres de femmes au sein de l'exposition « Le Caravage et ses successeurs » et revendiqué leur présence dans des expositions, citant notamment l'artiste Artemisia Gentileschi — une élève du Caravage considérée comme la première femme de l'histoire de l'art occidental à avoir significativement contribué à celui-ci.

## Propos et organisation
Évènement international, l'exposition met en lumière le travail de 83 grandes artistes femmes, de 12 pays — d'Europe et d'Amérique —, sur quatre siècles. L'exposition est considérée comme la première exposition internationale d’œuvres d'artistes femmes,,, et compte environ 150 peintures, ainsi que des dessins et quelques impressions. L'objectif principal est, selon les curatrices, de faire mieux connaître le travail de ces artistes, souvent en partie oublié ou masqué en lien avec le sexe ou le genre de leur auteures,, et de questionner l'évolution de la place des femmes artistes au fil des siècles concernés, dans les arts et dans la culture,. Ann Sutherland Harris souligne notamment que l'exposition est là pour prouver que les femmes ont toujours eu un grand potentiel au sein des arts visuels et qu'elles ont pu avoir davantage de contributions au domaine artistique lorsque les limitations à leur formation ou à leur carrière ont été moindres ; de plus, il n'y a pas de distinction marquée entre les travaux de femmes ou d'hommes en termes de style, sujet, ou technique. La sculpture, les arts graphiques et la photographie n'ont pas été pris en compte afin d'éviter une certaine « lourdeur ».
L'organisateur est le musée d'Art du comté de Los Angeles, avec des subventions de la Fondation Alcoa et de la National Endowment for the Arts. Les deux curatrices sont Ann Sutherland Harris, pour la période 1550-1800, et Linda Nochlin, pour la période 1800-1950.
Une partie des artistes était déjà connue des potentiels visiteurs, telles Rosa Bonheur, Mary Cassatt ou Georgia O'Keeffe.

## Artistes
L'exposition présentait 83 artistes issues de douze pays différents, :
- Lucia Anguissola
- Sofonisba Anguissola
- Pauline Auzou
- Marie Bashkirtseff
- Cecilia Beaux
- Vanessa Bell
- Marie-Guillemine Benoist
- Isabel Bishop
- Rosa Bonheur
- Marie-Geneviève Bouliar
- Romaine Brooks
- Elizabeth Thompson, Lady Butler
- Margherita Caffi
- Marie-Gabrielle Capet
- Rosalba Carriera
- Mary Cassatt
- Constance Charpentier
- Franciska Clausen
- Sonia Delaunay
- Françoise Duparc
- Alexandra Exter
- Lucrina Fetti
- Leonor Fini
- Lavinia Fontana
- Fede Galizia
- Giovanna Garzoni
- Artemisia Gentileschi
- Marguerite Gérard
- Marie-Éléonore Godefroid
- Nathalie Gontcharova
- Eva Gonzalès
- Adrienne Marie Louise Grandpierre-Deverzy
- Hortense Haudebourt-Lescot
- Edith Hayllar
- Margaretha de Heer (en)
- Caterina van Hemessen
- Hannah Höch
- Gwen John
- Frida Kahlo
- Angelica Kauffmann
- Käthe Kollwitz
- Lee Krasner
- Adélaïde Labille-Guiard
- Giulia Lama
- Marie Laurencin
- Jeanne-Philiberte Ledoux
- Marie-Victoire Lemoine
- Judith Leyster
- Anna Dorothea Lisiewska-Therbusch
- Marie Anne Loir
- Loren MacIver (en)
- Alice Trumbull Mason (en)
- Constance Mayer
- Anna Maria Sibylla Merian
- Paula Modersohn-Becker
- Louise Moillon
- Berthe Morisot
- Marlow Moss
- Gabriele Münter
- Alice Neel
- Georgia O'Keeffe
- Maria van Oosterwijk
- Emily Mary Osborn
- Nadejda Oudaltsova
- Sarah Miriam Peale
- Clara Peeters
- Lilla Cabot Perry
- Lioubov Popova
- Susan Penelope Rosse (en)
- Olga Rozanova
- Rachel Ruysch
- Kay Sage
- Elizabeth Eleanor Siddal
- Elisabetta Sirani
- Lilly Martin Spencer
- Florine Stettheimer
- Sophie Taeuber-Arp
- Agnes Tait (en)
- Dorothea Tanning
- Levina Teerlinc
- Suzanne Valadon
- Anne Vallayer-Coster
- Élisabeth Vigée Le Brun
- Marie-Denise Villers

## Itinérance
L'exposition est d'abord présentée au musée d'Art du comté de Los Angeles du 23 décembre 1976 au 13 mars 1977. Elle voyage ensuite au musée d'Art Blanton, à Austin, au Texas (du 12 avril au 12 juin 1977), puis au Carnegie Museum of Art à Pittsburgh, Pennsylvanie (du 14 juillet au 4 septembre 1977), et enfin au Brooklyn Museum à New York,,. Durant la tenue de l'exposition dans ce dernier musée, plusieurs évènements annexes ont lieu (lectures, films, concerts), ainsi qu'un symposium intitulé « Women Artists as Feminists: 1550-1950 » (Femmes artistes en tant que féministes : 1550-1950), ayant pour participants Ann Sutherland Harris, Linda Nochlin et Peter Walch.

## Réception
L'exposition devient rapidement un événement important dans l'histoire de l'art. Elle permet d'introduire les contributions d'artistes femmes majeures de quatre siècles au public, jusque-là habitué à une histoire de l'art dominée par les hommes.

## Catalogue de l'exposition
- (en) Ann Sutherland Harris et Linda Nochlin, Women Artists: 1550-1950, New-York, Los Angeles County Museum of Art et Alfred A. Knopf, 1976, 368 p.

## Galerie d'images

L'exposition Women Artists: 1550-1950 au Brooklyn Museum en 1977
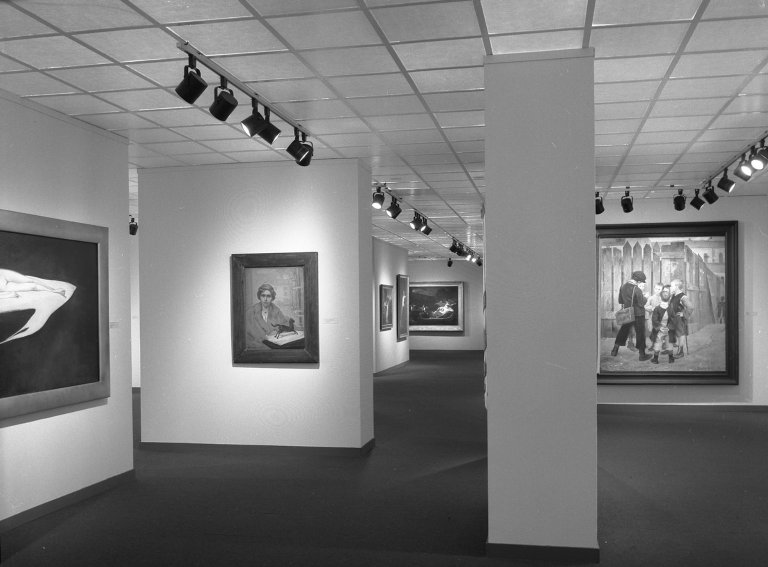
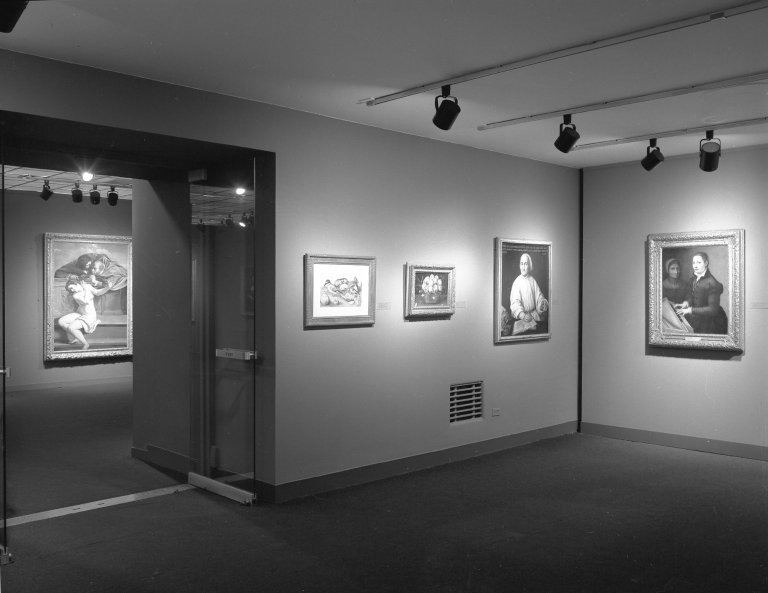
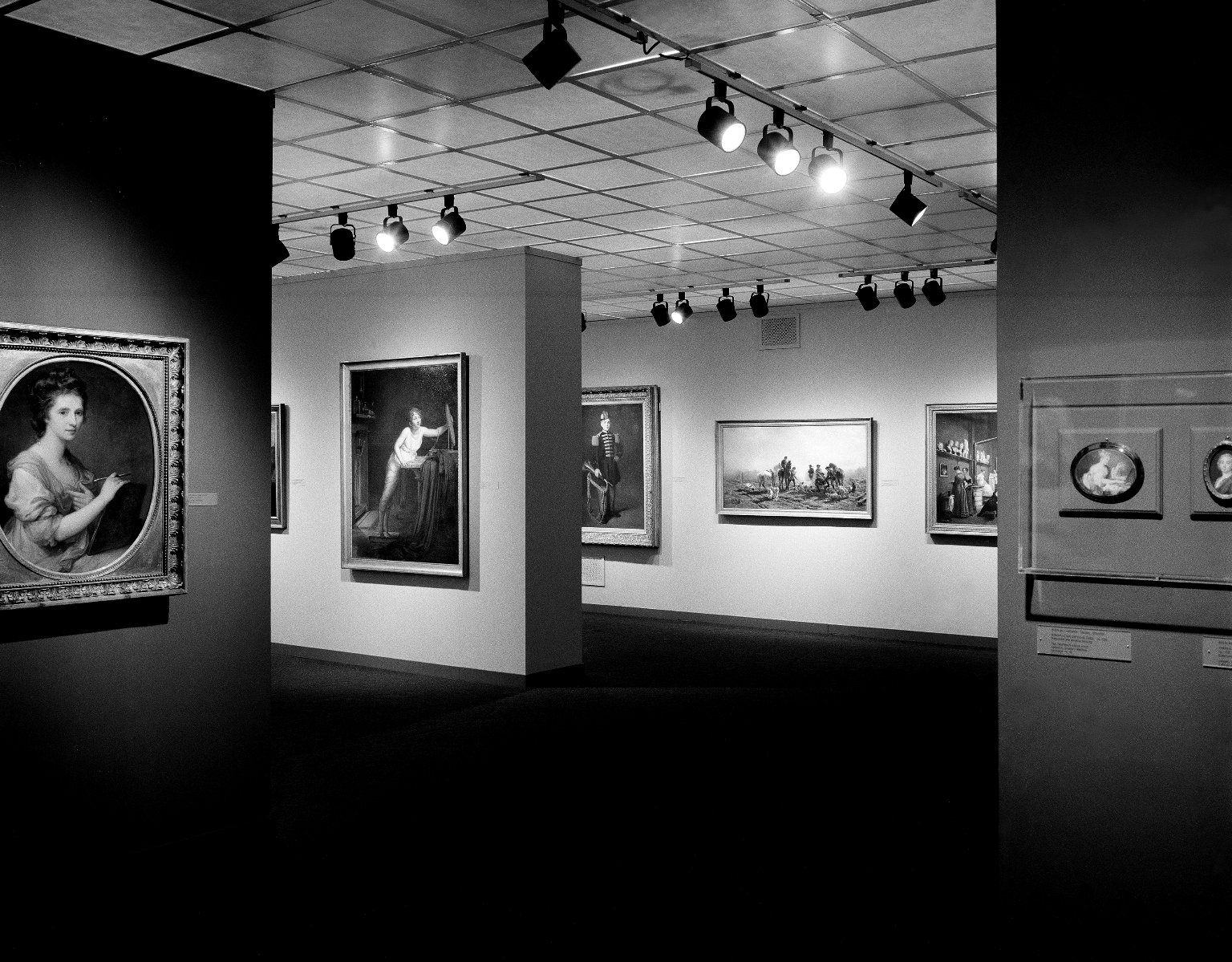
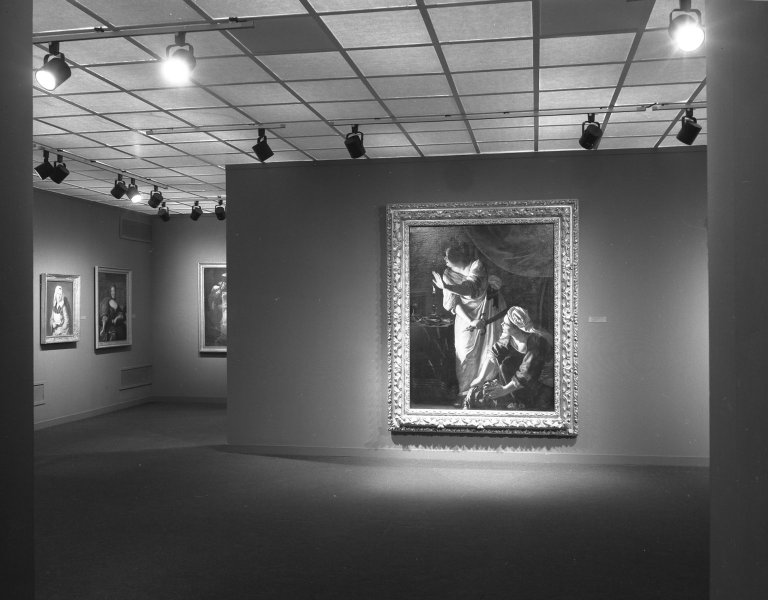